# Cube
Cube er en canadisk independent science fiction-gyserfilm fra 1997, instrueret af Vincenzo Natali, der også var medforfatter på filmens manuskript. Filmen er den første spillefilm produceret af Canadian Film Centre og har i hovedrollerne Nicole de Boer, Nicky Guadagni, David Hewlett, Andrew Miller, Julian Richings, Wayne Robson og Maurice Dean Wint, der er individer fanget i en bizar og dødbringende labyrint af kubeformede rum.
Cube blev berømt og opnåede kultstatus for sine surrealistiske og kafkaske omgivelser i industrielle, kubeformede rum. Filmen modtog generelt positive anmeldelser og førte til en serie af efterfølgere. En amerikansk genindspilning blev i 2015 iværksat af Lionsgate, men er siden sat i bero. En japansk genindspilning blev udgivet i 2021.

## Handling
En mand ved navn Alderson vågner i et mystisk kubeformet rum, som har luger på hver væg, loft og gulv. Hver luge fører til lignende indbyrdes forbundet rum. Han forlader sit rum og går ind i et af de tilstødende kubeformede rum, men bliver dræbt af en barbertrådsfælde.
Fem andre mennesker, Quentin, Holloway, Worth, Leaven og Rennes, mødes alle i et andet rum. De ved ikke, hvordan de er kommet til rummet, eller hvorfor de er der. Quentin, en fraskilt politibetjent, advarer gruppen om, at han har set dødelige fælder i nogle af de andre rum. Leaven, en ung matematikstuderende, konstaterer, at hver luge har metalplader med tre sæt tal ætset ind i dem. Rennes, en udbryderkonge, der er flygtet fra syv fængsler, har en teori om, at hver fælde udløses af bevægelsesdetektorer, og han tester teorien ved at kaste sin støvle ind i et rum. Dette virker i begyndelsen, men efter at være hoppet ind i et rum bliver han dræbt af syre. Gruppen indser, at hver fælde styres af forskellige sensorer.
Quentin mener, at hver person blev særlig udvalgt til at være der. Leaven har en hypotese om, at rum, hvis plader indeholder primtal, også indeholder fælder. Mens de udforsker omgivelserne, støder de på en tilsyneladende mentalt handicappet mand ved navn Kazan. Til stor irritation for Quentin insisterer lægen Holloway på, at de tager Kazan med. Efter Quentin sårer sit ben i et rum med en fælde, som Leaven anså som sikkert, stiger spændingen blandt gruppen, såvel som mysteriet om labyrintens formål. Den nihilistiske Worth indrømmer over for Quentin, at han blev hyret til at designe labyrintens ydre skal. Worth hævder, at Kuben tilsyneladende blev skabt ved et tilfælde af et lederløst, ukontrolleret bureaukratisk system, og gætter på, at dens oprindelige formål for længst er glemt, og at de kun er blevet placeret inde i den for blot for at tage den i brug.
Worths viden om den ydre skals dimensioner gør det muligt for Leaven at beregne, at med 26 rum i hver række, har hele terningen 17.576 rum, plus et ekstra 'forbindelses'-rum, der er forbundet til den ydre skal. Hun indser, at tallene kan angive hvert rums kartesiske koordinater. Efter teorien rejser gruppen til yderkanten, men indser, at hvert rum der indeholder fælder. I stedet for at gå tilbage ad samme vej, som de kom, krydser de et rum, der har en lydaktiveret fælde. Efter at Kazan ved et uheld næsten forårsager Quentins død, forsvarer Holloway ham mod Quentins trusler.
Gruppen når kanten og finder dér en bundløs afgrund, der adskiller Kuben fra den ydre skal. Som en af de letteste forsøger Holloway at svinge sig over til den ydre skal, ved hjælp af et reb. Terningen ryster, og gruppen mister grebet om rebet, men Quentin griber det i sidste sekund. Han trækker hende først op, men lader hende derefter falde i døden.
Quentin, der bliver mere usammenhængende, overtaler Leaven til at efterlade Kazan og Worth. Han forsøger at voldtage hende, men Worth angriber ham. Quentin kæmper imod og smider ham ned i rummet nedenunder. Worth begynder at grine hysterisk, da han indser, at de er tilbage i det samme rum, som Rennes døde i, hvilket betyder, at de har bevæget sig i cirkler. Quentin er forfærdet, men Worth konstaterer, at rummet, som Rennes døde i, nu er flyttet ud til kanten af labyrinten. Leaven konkluderer, at rummene med fælder ikke er markeret med primtal, men derimod med potenser af primtal. De opdager, at Kazan er en savant, der er i stand til at beregne primtalsopløsninger. Med denne viden leder Leaven gruppen til kanten af Kuben ved hjælp af Kazans beregninger. Worth låser Quentin fast i en luge og lader Leaven og Kazan flygte fra ham. Da Quentin finder dem igen, forsøger han at skade dem, før Worth åbner lugen under ham fra rummet nedenfor. De andre rejser til forbindelsesrummet, hvor de åbner udgangslugen og ser et skarpt lys.
Da Leaven forsøger at overtale den skyldplagede Worth, som ikke længere ønsker at flygte, dukker Quentin op igen og spidder hende med en lugearm. Worth angriber herefer Quentin, der i kampen sårer Worth og herefter forfølger Kazan til den anden side. Worth griber fat i Quentins ben og sætter ham fast mellem lugen. Rummene bevæger sig, og Quentin rives over i to. Den hårdt sårede Worth kravler hen til Leaven, der ligger ubevægelig, for at blive ved hendes side. Kazan vandrer ud i det skarpe lys til en ukendt skæbne.

## Medvirkende
Rollelisten består af canadiske skuespillere, der på tidspunktet for filmens udgivelse var relativt ukendte udenfor Canada. Hver karakters navn er forbundet med et fængsel i den virkelige verden.
| Navn               | Evne                                                       | Fængselsforbindelse                                               | Skuespiller       |
| ------------------ | ---------------------------------------------------------- | ----------------------------------------------------------------- | ----------------- |
| Kazan              | Intellektuelt handicappet savant og mental lommeregner     | Kazan fængsel, Rusland                                            | Andrew Miller     |
| David Worth        | Kontormedarbejder og uvidende designer af kubens ydre skal | Leavenworth Prison, USA                                           | David Hewlett     |
| Quentin McNeil     | Politibetjent, der aggressivt tager ansvaret               | San Quentin State Prison og McNeil Island Corrections Center, USA | Maurice Dean Wint |
| Joan Leaven        | En ung matematikstuderende                                 | Leavenworth Prison, USA                                           | Nicole de Boer    |
| Dr. Helen Holloway | Gratis kliniklæge og konspirationsteoretiker               | Holloway Women's Prison, Storbritannien                           | Nicky Guadagni    |
| Rennes             | Flugtkunstner fra syv fængsler                             | Centre pénitentiaire de Rennes, Frankrig                          | Wayne Robson      |
| Alderson           | Ukendt og alene                                            | Alderson Federal Prison Camp, USA                                 | Julian Richings   |

## Produktion

### Præproduktion
Filmens instruktør, Vincenzo Natali, forklarede i et interview, at han var inspireret af Alfred Hitchcocks Redningsbåden (Lifeboat) fra 1944, der alene foregik i en redningsbåd, og hvor ingen skuespiller på noget tidspunkt stod op.
Filmen havde et meget beskedent budget, og instruktøren Vincenzo Natali opbyggede alene ét enkelt filmset, hvori indgik halvandet rum i Kuben, der blev genbrugt i alle optagelserne.
Det oprindelige manuskript havde en mere komisk tone, surrealistiske billeder, en kannibal, spiseligt mos, der voksede på væggene, og et monster, der strejfede rundt i Kuben. Natalis barndomsven og filmskaber Andre Bijelic hjalp Natali med at fjerne de ekstra lag ned til den centrale essens om, at en grupper personer, der i en labyrint forsøget at undgå dødbringende fælder, ligesom scener uden for Kuben blev slettet.
Efter at have skrevet manuskriptet til Cube udviklede Natali kortfilmen Elevated, der alene foregår i en elevator, for at vise potentielle investorer, hvordan Cube hypotetisk ville se ud og føles. Filmfotograf Derek Rogers udviklede strategier til at skyde i den tæt lukkede elevator, som han senere genbrugte til lydscenerne i Cube.
Til castingen deltog flere af Natalis venner, og det stramme budget tillod kun én dags manuskriptlæsning inden optagelserne. Filmen blev optaget relativt hurtigt med velforberedte skuespillere, og der er ingen kendte outtake-klip.

### Optagelser
Filmen blev optaget i Toronto på 21 dage, på et budget på 700.000 canadiske dollar, hvoraf ca. halvdelen bestod i donerede tjenester og barteraftaler.
Settet var opført tæt ved jernbanespor, og støjen fra passerende tog blev indarbejdet i filmen, i scenerne hvor kuberne bevægede sig. For at ændre udseendet af hvert rum blev nogle scener skudt med vidvinkelobjektiver, og andre med telelinser og oplyst med forskellige farver, for at give illusionen om at gå gennem en labyrint.
Kuben blev udtænkt af matematikeren David W. Pravica, som var matematikkonsulent på filmen. Kuben består af en ydre kubisk skal eller sarkofag og de indre terningrum. Hver side af den ydre skal er 132 meter lang. Den indre terning består af 263 = 17.576 terningformede rum (minus et ukendt antal rum for at tillade bevægelse), hver med en sidelængde på 4,7 meter. Der er et mellemrum på 4,7 meter mellem den indre terning og den ydre skal. Hvert værelse er mærket med tre identifikationsnumre såsom "517 478 565". Disse tal koder for lokalets startkoordinater, og X-, Y- og Z-koordinaterne er summen af cifrene for henholdsvis det første, andet og tredje tal. Tallene bestemmer også rummets bevægelse. De efterfølgende positioner opnås ved cyklisk at trække cifrene fra hinanden, og de resulterende tal tilføjes derefter successivt til startnumrene.
Der blev kun fremstillet ét kube-rum på settet med hver af dets sider målende 4,3 meter og med kun én fungerende dør. Rummets farve blev ændret af glidende paneler. Filmen blev ikke optaget i kronologisk rækkefølge, og alle optagelser, der fandt sted i lokaler med en bestemt farve, blev optaget samlet. Der var planlagt at have seks forskellige farver i rummene for at reflektere de seks personer, men budgettet rakte til det sjette farvepanel, og filmen har derfor kun fem rumfarver. Et andet delvis opbygget kube-rum blev bygget til optagelser, hvor man ser personerne stå i et rum og se ind i et andet.
Det lille filmset skabte praktiske og tekniske problemer med at huse de 30 personer, der medvirkede på settet og de 6 skuespillere. Processen blev beskrevet som "en underlig fusion mellem sci-fi og guerilla-stil tilgang til filmskabelse".

### Postproduktion
Under postproduktionen tilbragte Natali måneder med at arbejde med filmens lydside, herunder lydeffekter for hvert værelse, så The Cube kunne føles som det, han beskrev som et hjemsøgt hus.

## Udgivelse
Cube blev vist på Toronto International Film Festival den 9. september 1997 og udgivet i Ottawa og Montreal den 18. september 1998. Biografpremiere fandt sted i Spanien i begyndelsen af 1999, mens en udgivelse i Italien var planlagt til juli 1999 og en åbning i Tyskland var fastsat til senere samme år. På det japanske marked oversteg filmen forventningerne og blev den mest viste film på videoudlejningsmarkedet Medforfatter Graeme Manson antydede, at folk i Japan havde en bedre forståelse af at leve i kasser, hvorfor de var sandsynligvis var "mere modtagelige for hele filmens underliggene metafor".
Filmen fik debut i USA den 24. juli 1999, da den blev vist på Syfy-kanalen.
I 2023 var filmen en af 23 titler, der blev digitalt restaureret under det nye Canadian Cinema Reignited-program, der har til formål at bevare klassiske canadiske film.

## Modtagelse

### Indtjening
I hjemlandet Canada var filmen en kommerciel fiasko, og den blev taget af plakaten efter kun få dage i canadiske biografer. Den franske filmdistributionsselskab Metropolitan Filmexport så imidlertid potentiale i filmen og brugte 1,2 millioner dollars på en marketingkampagne, hvor de udsendte flyers i mange byer og fløj flere af skuespillerne til Frankrig for at møde biografgængere. På sit højeste blev filmen vist i 220 franske biografer, og filmen blev blandt de mest populære film i Frankrig i den periode, hvor den solgte billetter for over 10 millioner dollars. Det blev den næstmest indtjenende film i Frankrig den sommer.
Andre steder internationalt indtjente filmen $501.818 i USA, og $8.479.845 i andre lande.

### Modtagelse blandt kritikerne
På Metacritic har filmen en score på 61 ud af 100, baseret på 12 kritikere, hvilket indikerer "generelt gunstige anmeldelser".
Amerikanske kritikere var generelt forbeholdne overfor filmen. San Francisco Chronicle anførte: "Hvis forfatter-instruktør Vincenzo Natali, storyboard-kunstner for Keanu Reeves' Johnny Mnemonic, var lige så komfortabel med dialog og dramatisering af karakterer, som han er med billeder, ville hans første spillefilm måske have fungerede bedre". Slant Magazine gav filmen tre ud af fem stjerner og bemærkede, at dens spændende præmis og oprindelige spændende stemning blev afløst af fortærskede personkarakterer og mangel på en tilfredsstillende forklaring på kubens eksistens. Han konkluderede, at filmen "ender med at nå ingen steder hurtigt".
The New York Times var mere positiv og skrev, at historien "viser sig overraskende gribende, i den bedste Twilight Zone-tradition. Skuespillerne gør et fremragende stykke arbejde på den filmiske ækvivalent til en bar scene... Alle har sit eget teori om, hvem der står bag denne ejendommelige fængsling... Svagheden i Cube er dialogen, som nogle gange bliver bemærkelsesværdig banal... Styrken er filmens underspillede, men reelle spænding. Vincenzo Natali, filmens spæde instruktør og medforfatter, har fremført en allegori om nytteløshed, om nødvendigheden og det sikre forræderi af tillid, om mennesker, der ikke et sekund har den luksus ingenting at gøre." Bloody Disgusting gav filmen en positiv anmeldelse: "Snusket skuespil og et halvsvagt manuskript kan ikke holde denne film tilbage. Den er simpelthen for god en præmis og for velinstrueret til at lade mindre hindringer afspore dens uhyggelige præmis". Empire Online gav filmen 4 ud af 5 stjerner og skrev: "For mange lavbudget sci-fi-film forsøger at få episk omfang og fejler; denne koncentrerer sig om at få det bedste ud af det, den har, og gør det godt".

### Priser og nomineringer
Filmen vandt prisen for bedste canadiske debutspillefilm ved Toronto International Film Festival i 1997 og modtog juryprisen ved Bruxelles International Festival of Fantasy Film.
I 2001 udnævnte en brancheundersøgelse foretaget af magasinet Playback den til den ottendebedste canadiske film i de foregående 15 år.

## Efterfølgere og genindspilninger
Efter at Cube havde opnået kultstatus, blev den efterfulgt af en efterfølger, Cube 2: Hypercube, udgivet i 2002, og en prequel, Cube Zero, der blev udgivet i 2004.
I april 2015 skrev The Hollywood Reporter, at Lionsgate planlagde at genindspille filmen, med titlen Cubed, med Saman Kesh som instruktør, efter et manuskript af Philip Gawthorne. Genindspilningen er dog pr. 2024 sat i bero.
En japansk genindspilning, også kaldet Cube, blev udgivet i oktober 2021.